# Cratere Bhabha
Bhabha è un cratere lunare di 70,25 km situato nella parte sud-orientale della faccia nascosta della Luna.